# Cucullia edificans
Cucullia edificans är en fjärilsart som beskrevs av Dyar 1919. Cucullia edificans ingår i släktet Cucullia och familjen nattflyn. Inga underarter finns listade i Catalogue of Life.